# Descobrindo Waltel
Descobrindo Waltel es una película del año 2005.

## Sinopsis
A pesar de ser desconocido para el gran público, el director de orquesta y guitarrista Waltel Branco es uno de los músicos más importantes de Brasil. Considerado el mejor arreglista de la música popular de su país, su carrera se inicia en la década del cuarenta y está asociada a diversos momentos y personalidades clave de la música brasileña.